# Nati nel 1960/Marzo
| Questa pagina contiene informazioni ricavate automaticamente dalle voci biografiche con l'ausilio del template Bio e di un bot. L'aggiornamento è periodico e automatico e ricostruisce completamente la pagina. Se manca una persona in questa lista, sei pregato di non aggiungerla, ma accertati piuttosto che la sua voce biografica contenga il template Bio e che i dati anagrafici siano correttamente compilati. Se il template Bio manca, inseriscilo tu stesso o, in alternativa, metti l'avviso {{tmp\|Bio}} che ne segnala la mancanza. Se i dati riportati sono sbagliati, correggi direttamente la voce biografica; le modifiche saranno visibili in questa lista entro pochi giorni. Per chiarimenti vedi il progetto biografie. La lista contiene solo le 305 persone che sono citate nell'enciclopedia e per le quali è stato implementato correttamente il template Bio. Pagina aggiornata al 2 ago 2025. |

- 1º marzo - Róbert Bezák, arcivescovo cattolico slovacco
- 1º marzo - Roberto Ciufoli, comico e attore italiano
- 1º marzo - Fabrizio Giannini, dirigente d'azienda e produttore discografico italiano
- 1º marzo - Kim Hak-bum, allenatore di calcio e ex calciatore sudcoreano
- 1º marzo - Stefan Janev, generale e politico bulgaro
- 1º marzo - Mauro Malaguti, politico e giornalista italiano
- 1º marzo - Sheikh Abdul Qayum, islamista britannico
- 1º marzo - Soe Win, generale e politico birmano
- 1º marzo - Butch Woolfolk, ex giocatore di football americano statunitense
- 2 marzo - Gabriele Calindri, doppiatore, dialoghista e direttore del doppiaggio italiano
- 2 marzo - Stefano Ferretti, allenatore di calcio e ex calciatore italiano
- 2 marzo - Salvatore Gualtieri, dirigente sportivo italiano
- 2 marzo - Peter F. Hamilton, autore di fantascienza inglese
- 2 marzo - Karl-Erivan Haub, imprenditore tedesco
- 2 marzo - Faouzi Lahbi, ex mezzofondista marocchino
- 2 marzo - Alessandro Lanza, economista italiano
- 2 marzo - Henri Manders, ex ciclista su strada olandese
- 2 marzo - Debra Marshall, attrice e ex wrestler statunitense
- 2 marzo - Frank Rohde, allenatore di calcio e ex calciatore tedesco orientale
- 2 marzo - Inácio Saúre, arcivescovo cattolico mozambicano
- 2 marzo - Juan Simón, ex calciatore e procuratore sportivo argentino
- 2 marzo - Michail Vladislavovič Tjurin, cosmonauta russo
- 3 marzo - Luigi Bianco, arcivescovo cattolico italiano
- 3 marzo - Vilija Blinkevičiūtė, politica lituana
- 3 marzo - Thomas Bürgler, ex sciatore alpino svizzero
- 3 marzo - Vincenzo Ceccarelli, politico italiano
- 3 marzo - Renato De Monti, ex canoista italiano
- 3 marzo - Per Holmertz, ex nuotatore svedese
- 3 marzo - Loris Pradella, ex calciatore italiano
- 3 marzo - Muayad Rahyam Aliyan, ex calciatore kuwaitiano
- 3 marzo - Roberto Russo, drammaturgo italiano
- 3 marzo - Andreas Thiel, ex pallamanista e allenatore di pallamano tedesco
- 3 marzo - Gianni Zanon, ex rugbista a 15 e allenatore di rugby a 15 italiano
- 4 marzo - Jody Campbell, ex pallanuotista statunitense
- 4 marzo - Emita Frigato, scenografa e costumista italiana
- 4 marzo - Vicky Jenson, regista statunitense
- 4 marzo - John Mugabi, ex pugile ugandese
- 4 marzo - Kazushi Ono, direttore d'orchestra giapponese
- 4 marzo - Larry Sengstock, ex cestista e dirigente sportivo australiano
- 5 marzo - Amir Alagić, allenatore di calcio e ex calciatore bosniaco
- 5 marzo - Fritz Buehning, ex tennista statunitense
- 5 marzo - Akissi Delta, attrice ivoriana
- 5 marzo - Ivo Ferriani, dirigente sportivo e ex bobbista italiano
- 5 marzo - Ihar Hurynovič, ex calciatore sovietico
- 5 marzo - Nick Launay, produttore discografico e compositore britannico
- 5 marzo - Giedra Radvilavičiūtė, scrittrice lituana
- 5 marzo - Freddie Roach, allenatore di pugilato e ex pugile statunitense
- 5 marzo - Luigi Taranto, politico italiano
- 5 marzo - David Tibet, musicista e pittore britannico
- 6 marzo - Marco Castelli, sassofonista e compositore italiano
- 6 marzo - Oleksandr Černin, scacchista ucraino
- 6 marzo - Antonietta De Lillo, regista, sceneggiatrice e fotoreporter italiana
- 6 marzo - Sleepy Floyd, ex cestista statunitense
- 6 marzo - Walter Giardino, chitarrista e cantante argentino
- 6 marzo - Francis Joseph, calciatore inglese († 2022)
- 6 marzo - Alena Kašová, ex cestista cecoslovacca
- 6 marzo - Mike Munchak, ex giocatore di football americano e allenatore di football americano statunitense
- 6 marzo - Luiz Carlos Pereira, ex calciatore brasiliano
- 6 marzo - Edgar Peña Parra, arcivescovo cattolico venezuelano
- 6 marzo - Héctor Tuja, ex calciatore uruguaiano
- 7 marzo - Andrea Abodi, politico, dirigente sportivo e dirigente d'azienda italiano
- 7 marzo - Olivera Čangalović, ex cestista jugoslava
- 7 marzo - Jozef Chovanec, allenatore di calcio e ex calciatore ceco
- 7 marzo - Ivan Lendl, ex tennista e allenatore di tennis cecoslovacco
- 7 marzo - Hassan Najmi, poeta, scrittore e giornalista marocchino
- 7 marzo - Kazuo Ozaki, ex calciatore giapponese
- 7 marzo - Georgi Todorov, ex pesista bulgaro
- 7 marzo - Fernando Valera Sánchez, vescovo cattolico spagnolo
- 7 marzo - Siegfried Wentz, ex multiplista tedesco
- 7 marzo - Doogie White, cantante britannico
- 8 marzo - Alessandro Cassinis, giornalista italiano
- 8 marzo - Jeffrey Eugenides, scrittore statunitense
- 8 marzo - Franco Fasciana, ex calciatore e allenatore di calcio venezuelano
- 8 marzo - Ira Ishida, scrittore, commentatore televisivo e attore giapponese
- 8 marzo - Lee Labrada, ex culturista cubano
- 8 marzo - Max Metzker, ex nuotatore australiano
- 8 marzo - Irek Muchamedov, ballerino sovietico
- 8 marzo - Lexy Ortega, scacchista cubano
- 8 marzo - Carlo Parisi, allenatore di pallavolo italiano
- 8 marzo - Piero Sivini, ex pallamanista e allenatore di pallamano italiano
- 8 marzo - Buck Williams, ex cestista e allenatore di pallacanestro statunitense
- 9 marzo - Finn Carter, attrice statunitense
- 9 marzo - Elsa Cayat, psicanalista e scrittrice francese († 2015)
- 9 marzo - Arsenio González, ex ciclista su strada spagnolo
- 9 marzo - Hikmet Karaman, allenatore di calcio turco
- 9 marzo - Mike Leach, ex tennista statunitense
- 9 marzo - Onofrio Loseto, ex calciatore italiano
- 9 marzo - Anders Nordström, medico svedese
- 9 marzo - Željko Obradović, allenatore di pallacanestro e ex cestista jugoslavo
- 9 marzo - Mostafa Pourmohammadi, politico, funzionario e magistrato iraniano
- 9 marzo - Maho Shimizu, ex calciatrice giapponese
- 9 marzo - Thierry Vigneron, ex astista francese
- 10 marzo - Enrico Aimi, politico italiano
- 10 marzo - Paola Bresciano, ex calciatrice e ex modella italiana
- 10 marzo - Anthony Colin Fisher, arcivescovo cattolico australiano
- 10 marzo - Scott Frank, sceneggiatore e regista statunitense
- 10 marzo - Linda Jezek, ex nuotatrice statunitense
- 10 marzo - Anna Maria Mancuso, ex politica italiana
- 10 marzo - Aécio Neves, economista e politico brasiliano
- 10 marzo - Wolfram Ortner, ex sciatore alpino austriaco
- 10 marzo - Jan Ottosson, ex fondista svedese
- 10 marzo - Carlo Zannetti, chitarrista, cantautore e scrittore italiano
- 11 marzo - Maurizio Colombo, fumettista italiano
- 11 marzo - Simon Curtis, regista, produttore televisivo e produttore cinematografico britannico
- 11 marzo - Christophe Gans, regista, sceneggiatore e critico cinematografico francese
- 11 marzo - Carlo Gentile, storico italiano
- 11 marzo - Robert Glenister, attore inglese
- 11 marzo - Sharon Jordan, attrice statunitense
- 11 marzo - Dianne Lehodey, ex sciatrice alpina canadese
- 11 marzo - Tommy Nilsson, cantante svedese
- 11 marzo - Jun'ichi Satō, regista e animatore giapponese
- 11 marzo - Warwick Taylor, ex rugbista a 15 neozelandese
- 11 marzo - Ferruccio Tozzi, ex rugbista a 15 e allenatore di rugby a 15 italiano
- 12 marzo - Jason Beghe, attore statunitense
- 12 marzo - Guido Bistazzoni, allenatore di calcio e ex calciatore italiano
- 12 marzo - Ennio Capasa, stilista e designer italiano
- 12 marzo - Minoru Niihara, cantante giapponese
- 12 marzo - Maki Nomiya, cantante giapponese
- 12 marzo - Courtney B. Vance, attore statunitense
- 12 marzo - Javier Velásquez, politico e avvocato peruviano
- 13 marzo - Karl Brauneder, allenatore di calcio e ex calciatore austriaco
- 13 marzo - Steve Buxton, ex calciatore inglese
- 13 marzo - Adam Clayton, bassista e compositore britannico
- 13 marzo - Luciano Ligabue, cantautore e regista italiano
- 13 marzo - Hiroshi Masuoka, ex pilota di rally giapponese
- 13 marzo - Joe Ranft, animatore, doppiatore e sceneggiatore statunitense († 2005)
- 13 marzo - Cliff Robinson, ex cestista statunitense
- 13 marzo - Oliver Robinson, ex cestista e politico statunitense
- 13 marzo - Jorge Sampaoli, allenatore di calcio e ex calciatore argentino
- 14 marzo - Edoardo Guarnera, tenore, attore e personaggio televisivo italiano († 2022)
- 14 marzo - Heidi Hammel, astronoma statunitense
- 14 marzo - George Horvath, pentatleta svedese († 2022)
- 14 marzo - Sandro Loi, allenatore di calcio e ex calciatore italiano
- 14 marzo - Petter Næss, attore e regista norvegese
- 14 marzo - Boris Pistorius, politico tedesco
- 14 marzo - Kirby Puckett, giocatore di baseball statunitense († 2006)
- 14 marzo - Patrizia Rinaldi, scrittrice e educatrice italiana
- 14 marzo - Silvana Maria Costa Teixeira, ex cestista brasiliana
- 14 marzo - Kendra Smith, musicista statunitense
- 14 marzo - Anna Katarina, attrice svizzera
- 14 marzo - Marco Trani, disc jockey italiano († 2013)
- 15 marzo - Ioan Andone, allenatore di calcio e ex calciatore romeno
- 15 marzo - Lea Hakala, ex cestista finlandese
- 15 marzo - Stephen Hart, allenatore di calcio e ex calciatore trinidadiano
- 15 marzo - Spyder-D, rapper e produttore discografico statunitense
- 15 marzo - Antonio Orlando, attore italiano († 1988)
- 15 marzo - Orit Strook, politica israeliana
- 16 marzo - Zurab Azmaiparashvili, scacchista georgiano
- 16 marzo - Kenny Bolin, statunitense
- 16 marzo - Maria Fricioiu, ex canottiera rumena
- 16 marzo - Rick Nowels, produttore discografico e compositore statunitense
- 17 marzo - Damien Garvey, attore australiano
- 17 marzo - Arye Gross, attore statunitense
- 17 marzo - Pat Heard, ex calciatore inglese
- 17 marzo - Todd Jensen, bassista statunitense
- 17 marzo - Thomas Kempe, ex calciatore tedesco
- 17 marzo - Vicki Lewis, attrice e cantante statunitense
- 17 marzo - Pietro Scalia, montatore italiano
- 17 marzo - Gianluca Signorini, calciatore italiano († 2002)
- 17 marzo - Sílvio Malvezi, ex cestista brasiliano
- 17 marzo - Cameron Thor, attore statunitense
- 18 marzo - Andrej Alšan, ex schermidore sovietico
- 18 marzo - Jean-Pierre Bade, allenatore di calcio e ex calciatore francese
- 18 marzo - Richard Biggs, attore statunitense († 2004)
- 18 marzo - Guy Carbonneau, ex hockeista su ghiaccio e allenatore di hockey su ghiaccio canadese
- 18 marzo - Marian Dumitru, ex pallamanista rumeno
- 18 marzo - Hossam El Badry, allenatore di calcio e ex calciatore egiziano
- 18 marzo - Jesús Ignacio Ibáñez Loyo, ex ciclista su strada spagnolo
- 18 marzo - Steve Kloves, sceneggiatore, regista e produttore cinematografico statunitense
- 18 marzo - Anita Lane, cantante e paroliera australiana († 2021)
- 18 marzo - James MacPherson, attore, cantante e doppiatore scozzese
- 18 marzo - Eiji Okuda, attore, regista e sceneggiatore giapponese
- 18 marzo - Bruce Pearl, allenatore di pallacanestro statunitense
- 18 marzo - Fiorella Pierobon, annunciatrice televisiva, cantante e conduttrice televisiva italiana
- 18 marzo - Leo Turrini, giornalista e scrittore italiano
- 18 marzo - Dale Wilkinson, ex cestista statunitense
- 19 marzo - Simo Aalto, illusionista finlandese
- 19 marzo - Agustín Camacho Bayo, ex calciatore spagnolo
- 19 marzo - Eliane Elias, cantante, pianista e compositrice brasiliana
- 19 marzo - Maria Friedman, attrice, cantante e regista teatrale inglese
- 19 marzo - Patrik Lörtscher, giocatore di curling svizzero
- 19 marzo - Shkëlqim Muça, allenatore di calcio, dirigente sportivo e ex calciatore albanese
- 19 marzo - Hanne Pettersen, giocatrice di curling norvegese
- 19 marzo - Michael Urbano, batterista, programmatore e produttore discografico statunitense
- 20 marzo - Ayo Bakare, allenatore di pallacanestro nigeriano
- 20 marzo - Mario Flückinger, giocatore di curling svizzero
- 20 marzo - Joanna Hogg, regista e sceneggiatrice britannica
- 20 marzo - Bajram Kosumi, politico kosovaro
- 20 marzo - Aleksej Prudnikov, ex calciatore sovietico
- 20 marzo - Leo Rautins, ex cestista e allenatore di pallacanestro canadese
- 20 marzo - Ton Roosendaal, informatico olandese
- 20 marzo - Christian Stocker, politico austriaco
- 20 marzo - Wu Qunli, ex calciatore cinese
- 20 marzo - Robertas Žulpa, nuotatore e traduttore sovietico († 2024)
- 20 marzo - Jurij Georgievič Šargin, cosmonauta russo
- 21 marzo - Peter Campbell, pallanuotista statunitense († 2023)
- 21 marzo - Ole Gunnar Fidjestøl, ex saltatore con gli sci norvegese
- 21 marzo - Cintia Lodetti, attrice italiana
- 21 marzo - Jim Matheson, politico statunitense
- 21 marzo - Dominic Miller, musicista e chitarrista argentino
- 21 marzo - Albrecht Plangger, politico italiano
- 21 marzo - Andrea Quartini, politico italiano
- 21 marzo - Ayrton Senna, pilota automobilistico brasiliano († 1994)
- 21 marzo - Robert Sweet, batterista statunitense
- 21 marzo - Jorgovanka Tabaković, politica e economista serba
- 22 marzo - Jim Covert, ex giocatore di football americano statunitense
- 22 marzo - Cinzia De Carolis, attrice, doppiatrice e dialoghista italiana
- 22 marzo - Anat Draigor, ex cestista israeliana
- 22 marzo - Calogero Ganci, mafioso e collaboratore di giustizia italiano
- 22 marzo - Julián Gorospe, ex ciclista su strada e dirigente sportivo spagnolo
- 22 marzo - Nicole Holofcener, regista e sceneggiatrice statunitense
- 22 marzo - Babak Karimi, attore e montatore iraniano
- 22 marzo - Richard Lett, attore e comico canadese
- 22 marzo - Totò Onnis, attore italiano
- 22 marzo - Reinhard Schmalzl, dirigente sportivo, allenatore di sci alpino e ex sciatore alpino italiano
- 22 marzo - Timothy Christian Senior, vescovo cattolico statunitense
- 22 marzo - Hermann Weinbuch, ex sciatore nordico tedesco occidentale
- 23 marzo - Enrique Aja, ex ciclista su strada spagnolo
- 23 marzo - Giuseppe Brucato, allenatore di calcio italiano
- 23 marzo - Giuseppe Catalano, allenatore di calcio e ex calciatore italiano
- 23 marzo - Rafael Ferrer, attore statunitense
- 23 marzo - Franz Hörmann, economista austriaco
- 23 marzo - Andrea Lastrucci, arbitro di calcio a 5 italiano († 2020)
- 23 marzo - Bill Metoyer, produttore discografico statunitense
- 23 marzo - Yōko Tawada, scrittrice giapponese
- 24 marzo - Bruno Baseotto, hockeista su ghiaccio e allenatore di hockey su ghiaccio canadese
- 24 marzo - Giorgio Gori, giornalista, produttore televisivo e politico italiano
- 24 marzo - Andrej Gur'ev, imprenditore russo
- 24 marzo - Nena, cantante tedesca
- 24 marzo - Kelly LeBrock, attrice e modella statunitense
- 24 marzo - Larry Micheaux, ex cestista statunitense
- 24 marzo - Grayson Perry, artista inglese
- 24 marzo - Scott Pruett, ex pilota automobilistico statunitense
- 24 marzo - Yasser Seirawan, scacchista statunitense
- 24 marzo - Ni Yulan, avvocato e attivista cinese
- 25 marzo - Mauro Cornaz, allenatore di sci alpino, dirigente sportivo e ex sciatore alpino italiano
- 25 marzo - Bob Green, ex tennista statunitense
- 25 marzo - Juha Hirvi, tiratore a segno finlandese
- 25 marzo - Pamela Ludwig, attrice statunitense
- 25 marzo - Steve Norman, musicista britannico
- 25 marzo - Linda Sue Park, scrittrice statunitense
- 25 marzo - Sauro Pennacchioli, fumettista italiano
- 25 marzo - Peter Seisenbacher, ex judoka austriaco
- 25 marzo - Brenda Strong, attrice e regista statunitense
- 25 marzo - Tudorel Toader, magistrato e politico rumeno
- 25 marzo - Chad Wackerman, batterista statunitense
- 25 marzo - Eric Young, ex calciatore gallese
- 26 marzo - Marcus Allen, ex giocatore di football americano statunitense
- 26 marzo - Emanuela Arabito, giornalista italiana
- 26 marzo - Mike Evans, ex pallanuotista statunitense
- 26 marzo - Jennifer Grey, attrice statunitense
- 26 marzo - Jon Huntsman, politico e diplomatico statunitense
- 26 marzo - Damir Keretić, ex tennista tedesco
- 26 marzo - Petr Malkov, allenatore di hockey su ghiaccio e ex hockeista su ghiaccio sovietico
- 26 marzo - Stefano Palatchi, basso spagnolo
- 26 marzo - Allan Peiper, dirigente sportivo e ex ciclista su strada australiano
- 26 marzo - Axel Prahl, attore tedesco
- 26 marzo - Graeme Rutjes, dirigente sportivo e ex calciatore olandese
- 26 marzo - Sándor Sallai, ex calciatore ungherese
- 27 marzo - Victor Bailey, bassista statunitense († 2016)
- 27 marzo - Liliana Bernardi, ex pallavolista italiana
- 27 marzo - Sonia Bo, compositrice italiana
- 27 marzo - Guo Jianmei, avvocatessa e attivista cinese
- 27 marzo - Lü Hongxiang, ex calciatore cinese
- 27 marzo - Acharya S, scrittrice statunitense († 2015)
- 27 marzo - Hans Pflügler, ex calciatore tedesco
- 27 marzo - Renato Russo, cantautore, musicista e compositore brasiliano († 1996)
- 28 marzo - José Antonio Alonso, politico e giurista spagnolo († 2017)
- 28 marzo - Chris Barrie, attore britannico
- 28 marzo - Imma Battaglia, attivista e politica italiana
- 28 marzo - Maurizio Gambini, politico italiano
- 28 marzo - José Maria Neves, politico capoverdiano
- 28 marzo - Éric-Emmanuel Schmitt, drammaturgo, scrittore e saggista francese
- 28 marzo - Heidi Wiesler, ex sciatrice alpina tedesca
- 28 marzo - Shelly Yachimovich, politica e giornalista israeliana
- 29 marzo - Umberto Buratti, politico italiano
- 29 marzo - Roberto Dore, calciatore italiano († 2013)
- 29 marzo - Steve Feinberg, imprenditore e politico statunitense
- 29 marzo - Rodica Frîntu, ex canottiera rumena
- 29 marzo - Ron de Groot, allenatore di calcio e ex calciatore olandese
- 29 marzo - József Kardos, calciatore ungherese († 2022)
- 29 marzo - Maria da Conceição Santana, ex cestista brasiliana
- 29 marzo - Luigi Muro, avvocato e politico italiano
- 29 marzo - Jo Nesbø, scrittore, musicista e attore norvegese
- 29 marzo - Annabella Sciorra, attrice statunitense
- 29 marzo - Stephen Street, produttore discografico inglese
- 29 marzo - Hiromi Tsuru, attrice e doppiatrice giapponese († 2017)
- 30 marzo - Giovanni Arruzzolo, politico italiano
- 30 marzo - Luigi Ciarlantini, allenatore di calcio e ex calciatore italiano
- 30 marzo - Péter Disztl, ex calciatore ungherese
- 30 marzo - Marcel Freeman, ex tennista statunitense
- 30 marzo - Laurie Graham, ex sciatrice alpina canadese
- 30 marzo - Bill Johnson, sciatore alpino statunitense († 2016)
- 30 marzo - Michael McGrady, attore statunitense
- 30 marzo - Christoph M. Ohrt, attore tedesco
- 30 marzo - Loris Stecca, ex pugile italiano
- 30 marzo - Pavan Sukhdev, ambientalista e economista indiano
- 31 marzo - Arturo Albrito, giocatore di biliardo italiano
- 31 marzo - Mauro Cinquini, allenatore di hockey su pista e ex hockeista su pista italiano
- 31 marzo - Popa Chubby, chitarrista e cantante statunitense
- 31 marzo - Ian McDonald, scrittore britannico
- 31 marzo - Michelle Nicastro, attrice, cantante e doppiatrice statunitense († 2010)
- 31 marzo - Renate Riebandt-Kaspar, ex schermitrice tedesca
- 31 marzo - Mark Tuinei, giocatore di football americano statunitense († 1999)
- 31 marzo - Vince White, chitarrista inglese